# Stilbella buquetii
Stilbella buquetii är en svampart. Stilbella buquetii ingår i släktet Stilbella, ordningen köttkärnsvampar, klassen Sordariomycetes, divisionen sporsäcksvampar och riket svampar.

## Underarter
Arten delas in i följande underarter:
- formicarum
- buquetii